# 1968-as bajnokcsapatok Európa-kupája-döntő
Az 1967–1968-as bajnokcsapatok Európa-kupája (BEK) döntőjét 1968. május 29-én rendezték a londoni Wembley Stadionban. A döntőben a portugál Benfica és az angol Manchester United találkozott.
A döntőt hosszabbítás után a Manchester United nyerte 4–1-re.

## A döntő részletei
| 1968. május 29. |

| Benfica   | 1–4 (h. u.)       | Manchester United                  |
| --------- | ----------------- | ---------------------------------- |
| Graça 75' | (0–0) Jegyzőkönyv | Charlton 53' 99' Best 93' Kidd 94' |

| Wembley Stadion, London Nézőszám: 92 225 Játékvezető: Concetto Lo Bello (Olaszország) |

| Benfica | Manchester United |

| BENFICA:                                                                                     |    |                    |
|                                                                                              |    |                    |
| GK                                                                                           | 1  | José Henrique      |
| RB                                                                                           | 2  | Adolfo Calisto     |
| CB                                                                                           | 3  | Humberto Fernandes |
| CB                                                                                           | 4  | Jacinto Santos     |
| LB                                                                                           | 5  | Fernando Cruz      |
| RM                                                                                           | 6  | Jaime Graça        |
| CM                                                                                           | 7  | Mário Coluna       |
| LM                                                                                           | 8  | José Augusto       |
| RF                                                                                           | 9  | José Torres        |
| CF                                                                                           | 10 | Eusébio            |
| LF                                                                                           | 11 | António Simões     |
| Csere:                                                                                       |    |                    |
|                                                                                              | 12 | Nascimento         |
| Vezetőedző:                                                                                  |    |                    |
| Otto Glória Mérkőzés embere: John Aston Asszisztensek: Aurelio Angonese Francesco Francescon |    |                    |

| MANCHESTER UNITED: |    |                |
|                    |    |                |
| GK                 | 1  | Alex Stepney   |
| RB                 | 2  | Shay Brennan   |
| CB                 | 5  | Bill Foulkes   |
| CB                 | 10 | David Sadler   |
| LB                 | 3  | Tony Dunne     |
| RM                 | 4  | Pat Crerand    |
| CM                 | 9  | Bobby Charlton |
| LM                 | 6  | Nobby Stiles   |
| RF                 | 7  | George Best    |
| CF                 | 8  | Brian Kidd     |
| LF                 | 11 | John Aston     |
| Csere:             |    |                |
| GK                 | 12 | Jimmy Rimmer   |
| Vezetőedző:        |    |                |
| Matt Busby         |    |                |

| Az 1967–68-as bajnokcsapatok Európa-kupájának győztese |
| Manchester United 1. cím                               |
| ← 1966–67 Celtic                                       |
| Milan 1968–69 →                                        |

## Lásd még
- 1967–1968-as bajnokcsapatok Európa-kupája

## Külső hivatkozások
- Az 1967–68-as BEK-szezon mérkőzéseinek adatai az rsssf.com (angolul)